# Excuse My French
Excuse My French es el primer álbum de estudio del rapero estadounidense French Montana. El álbum fue lanzado el 21 de mayo de 2013, a través de Coke Boys, Bad Boy Records, Maybach Music Group, y distribuido por Interscope Records.

## Lista de canciones
| N.º | Título                                                                                     | Escritor(es) | Producer(s)                              | Duración |  |
| 1.  | «Once in a While» (featuring Max B)                                                        | Karim Kharbouch, Sharif Slater, Fenrick Gibbs, Skip Prokop, Kanye West, Dwayne Carter, Dominick Lamb, Norman Landsberg, Felix Pappalardi, John Ellis Ventura, Leslie Weinstein, Charly Wingate | Reefa, Rick Steel (co.)                  | 4:11     |  |
| 2.  | «Trap House» (featuring Birdman & Rick Ross)                                               | Kharbouch, Bryan Williams, William Roberts, Jahlil Tucker | Jahlil Beats                             | 4:24     |  |
| 3.  | «Ain’t Worried About Nothin'»                                                              | Kharbouch, Richard Preston Butler Jr., Earl Hood, Eric Goudy III | Rico Love, Earl & E                      | 3:32     |  |
| 4.  | «Paranoid» (featuring Young Cash)                                                          | Kharbouch, Nayvadius Wilburn, Tyree Pittman | Young Chop                               | 4:27     |  |
| 5.  | «When I Want»                                                                              | Kharbouch, Danny Schofield | Danny Boy Styles                         | 3:38     |  |
| 6.  | «Fuck What Happens Tonight» (featuring DJ Khaled, Mavado, Ace Hood, Snoop Dogg & Scarface) | Kharbouch, Khaled Bin Abdul Khaled, David Constantine Brooks, Brad Jordan, Antoine McColister, Calvin Broadus, Anthony Tucker, Joseph B. Jefferson, Charles B. Simmons                         | The Beat Bully                           | 5:27     |  |
| 7.  | «Gifted» (featuring The Weeknd)                                                            | Kharbouch, Abel Tesfaye, Ahmad Balshe, Amir Esmailian, Schofield | Danny Boy Styles                         | 4:08     |  |
| 8.  | «Ballin' Out» (featuring Jeremih & Diddy)                                                  | Kharbouch, Jeremih P. Felton, Carlos Coleman, Carl McCormick | Cardiak                                  | 4:25     |  |
| 9.  | «I Told Em»                                                                                | Kharbouch, Jeffery Oliver Robinson | J Oliver                                 | 4:22     |  |
| 10. | «Pop That» (featuring Drake, Rick Ross & Lil Wayne)                                        | Kharbouch, Roberts, Aubrey Graham, Carter, Anthony L. Norris, Luther Campbell | Lee On The Beats                         | 5:03     |  |
| 11. | «Freaks» (featuring Nicki Minaj)                                                           | Kharbouch, Onika Tanya Maraj, Butler, Hood, Goudy, Douglas L. Davis, Quame Riley, Everton Bonner, Sly Dunbar, John Christopher Taylor, Lloyd Oliver Willis                                     | Rico Love, Earl & E                      | 3:02     |  |
| 12. | «We Go Where Ever We Want» (featuring Ne-Yo & Raekwon)                                     | Kharbouch, Shaffer Chimere Smith, Corey Woods, Anderson Hernandez, Allen Ritter, Robert Diggs                                                                                                  | Vinylz, Allen Ritter (co.), Reefa (add.) | 4:17     |  |
| 13. | «Bust It Open»                                                                             | Kharbouch, Austin Woolridge, Brandon Huggins, Campbell, Harry Wayne Casey, Rick Finch | The Arsenals                             | 3:27     |  |

| Deluxe edition |                                                                   | |                                 |          |  |
| N.º            | Título                                                            | Escritor(es)                                                                                             | Producer(s)                     | Duración |  |
| 14.            | «Drink Freely» (featuring Rico Love)                              | Kharbouch, Butler, Pierre Medor                                                                          | Rico Love                       | 4:08     |  |
| 15.            | «Throw It in the Bag» (featuring Chinx Drugz)                     | Kharbouch, Lionel Pickens, Kevin Randolph, Mathangi Apulpragasm, Dave Taylor, Christopher William Mercer | Bos                             | 5:05     |  |
| 16.            | «Marble Floors» (featuring Rick Ross, Lil Wayne & 2 Chainz)       | Kharbouch, Roberts, Carter, Tauheed Epps, Michael Williams                                               | Mike Will Made It               | 3:50     |  |
| 17.            | «Ocho Cinco» (featuring Diddy, Machine Gun Kelly, Los & Red Café) | Kharbouch, Sean Combs, Jermaine Denny, Richard Colson Baker, Carlos Coleman, Pittman, Rob Holladay       | Young Chop, Rob Holladay (add.) | 4:06     |  |

| Deluxe edition bonus track |                                        |                                                                           |             |          |  |
| N.º                        | Título                                 | Escritor(es)                                                              | Producer(s) | Duración |  |
| 18.                        | «40» (featuring Trey Songz & Fabolous) | Kharbouch, Tremaine Aldon Neverson, John David Jackson, Lexus Arnel Lewis | Lex Luger   | 4:12     |  |

| iTunes Deluxe Edition Bonus Track |            |                          |             |          |  |
| N.º                               | Título     | Escritor(es)             | Producer(s) | Duración |  |
| 18.                               | «If I Die» | Kharbouch, Butler, Medor | Rico Love   | 2:49     |  |